# 伊斯里
伊斯里（Isri），是印度贾坎德邦Giridih县的一个城镇。总人口8796（2001年）。

## 人口
该地2001年总人口8796人，其中男性4673人，女性4123人；0—6岁人口1338人，其中男685人，女653人；识字率66.11%，其中男性为73.79%，女性为57.41%。